# Пешник
Пешник (на македонска литературна норма: Пешник) е археологически обект, късноантично селище, разположено край щипското село Древено, Република Северна Македония.

## Местоположение
Пешник се намира на 2 km северно от Древено.

## Описание
На малка всочина със заравнено плато, с площ 150 на 200 метра, се наблюдават фрагменти от керамични съдове, питоси и строителен материал. Открити са и монети от VI век. Разкрит е баптистерий на раннохристиянска църква.